# Edgar Degas
Edgar Degas (París, 19 de juliol de 1834 - 27 de setembre de 1917) fou un mestre francès que destacà com a pintor, gravador, escultor i fotògraf. És conegut per la seva visió particular sobre el món del ballet, en què capturà escenes subtils i belles, reconegut per les seves obres en pastel i considerat un dels fundadors de l'impressionisme. Fou molt aficionat a la fotografia.
La majoria de les obres consagrades d'Edgar Degas, en un intent de classificació dins la història de l'art, el vinculen al moviment de l'impressionisme, format a França en l'últim terç del segle xix en reacció a la pintura acadèmica de l'època. Els artistes que en varen formar part, com Claude Monet, Paul Cézanne, August Renoir, Alfred Sisley, Mary Cassatt, Berthe Morisot o Camille Pissarro, cansats de ser regularment refusats als salons oficials, s'havien constituït en societat anònima per poder exposar les seves obres al públic.
Sovint s'associa l'art impressionista amb els efectes de la llum a l'aire lliure. Aquestes característiques no són íntegrament aplicables a Degas: tot i ser un dels principals animadors de les exposicions impressionistes, no trobava el seu lloc en el moviment més que per la llibertat de pintar predicada pel grup. De la pintura a l'aire lliure prefereix, i de lluny, «allò que no es veu més que en la memòria». En una ocasió va comentar a Pissarro: «Et cal una vida natural; per a mi una vida artificial.»
Si bé Degas formava oficialment part dels impressionistes, no compartia amb ells els seus trets més coneguts. La seva situació excepcional no escapa a les crítiques del moment, sovint desestabilitzades pel seu avantguardisme. Algunes de les seves imatges han sembrat la controvèrsia, i encara avui l'obra de Degas és objecte de nombrosos debats entre els historiadors de l'art.
Les despulles d'Edgar Degas reposen al cementiri de Montmartre a París, a la tomba familiar.

## Biografia

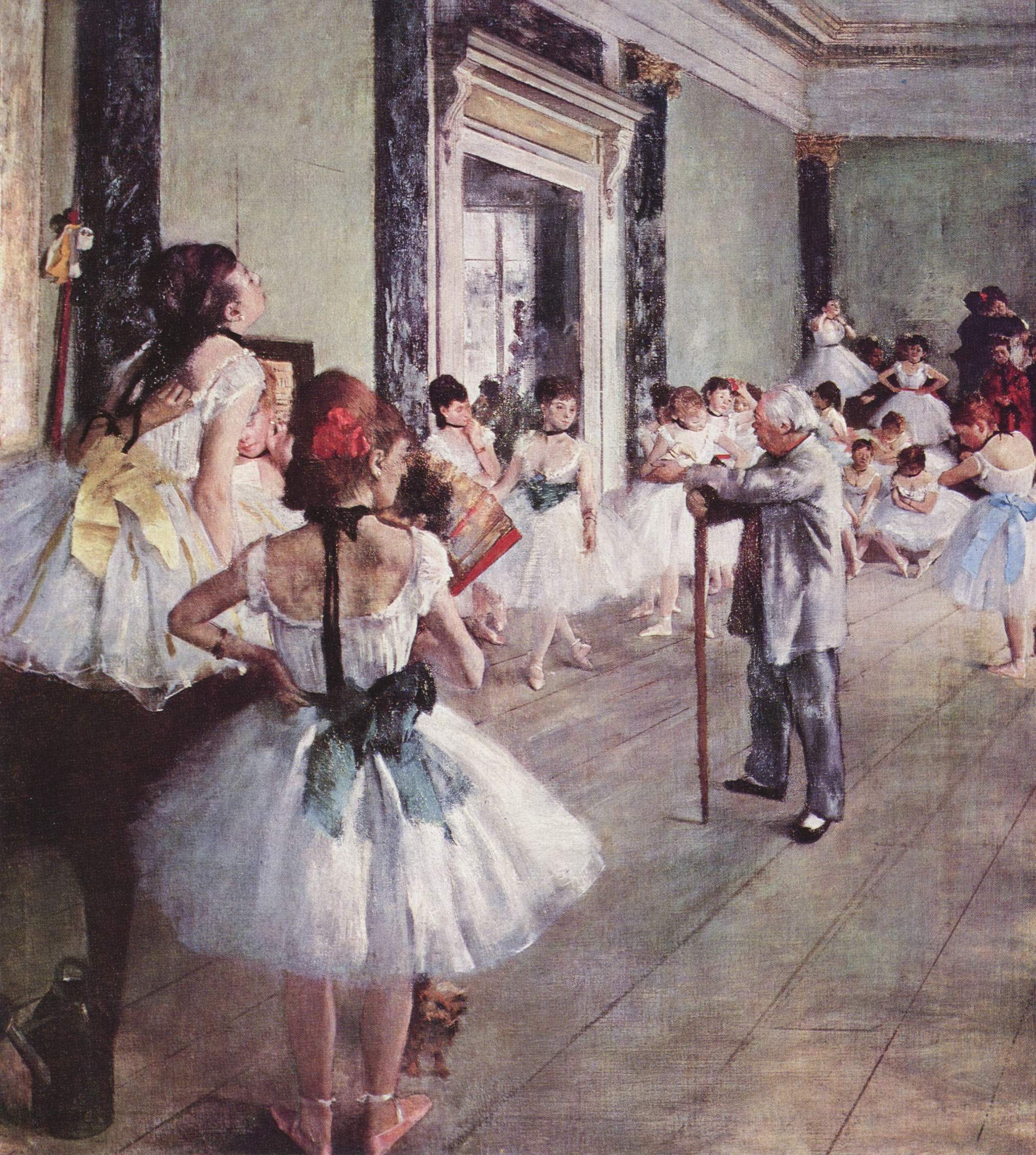
La classe de dansa (Museu d'Orsay)

Fill primogènit del ric banquer Auguste de Gas i de Célestine Musson, Edgar Degas va néixer a París el 19 de juliol de 1834 i va créixer en un entorn burgès i culte. El pare pertanyia a una noble família bretona que s'havia traslladat a Nàpols durant la Revolució Francesa; la seva mare Célestine era originària de Nova Orleans (Estats Units) i la seva família es dedicava a la producció de cotó.
Fou batejat amb el nom d'Edgar-Hilaire Germaine de Gas, i va passar la seva primera infància a la Rue Saint-Georges, a prop del jardí de Luxemburg. La seva mare va morir el 1847, quan ell tenia només tretze anys; aquesta pèrdua el va afectar enormement. Tenia quatre germans i germanes i va gaudir d'una infantesa daurada.
L'any 1845 ingressà com a deixeble al liceu Louis-le-Grand (París), on conegué Henri Rouart, amic que l'acompanyaria durant tota la seva vida.

### Estudis
Després del seu batxillerat, comença a freqüentar la "sala de les Estampes" de la Biblioteca Nacional de França. En aquest període, va ingressar a l'estudi del pintor Fèlix Joseph Barrias, molt famós a la seva època. Passava les seves jornades al Louvre, fascinat pels pintors italians, holandesos i francesos. Dibuixant incansable, copiava de les obres d'Albrecht Dürer, Andrea Mantegna, Paolo Veronese, Goya, i Rembrandt.
El seu pare, però, volia que estudiés dret. Degas es va arribar a inscriure a la facultat de dret de la Universitat de París el novembre de 1853, però no va fer cap esforç per assistir-hi i seguir els estudis.
El 1854, s'inscriu al taller del lionès Louis Lamothe, alumne bastant mediocre de Dominique Ingres i dels germans Flandrin. Pel seu costat, el seu pare, aficionat refinat d'art i de música, li va presentar alguns dels majors col·leccionistes de París, com Lacaze, Marcille i Valpinçon.

### Estada a Itàlia
El 1855, comença a seguir cursos a l'École des Beaux-Arts de París, la institució francesa més prestigiosa en el terreny de les belles arts. Uns mesos després, preferint apropar-se directament a l'art dels grans mestres clàssics, va abandonar-la per emprendre un viatge pel seu compte a Itàlia, on va residir durant tres anys, dedicant-se a copiar les pintures dels grans mestres del Renaixement, com Luca Signorelli, o Sandro Botticelli, les escultures clàssiques, els frescos de Rafael i el treball de Miquel Àngel a la capella Sixtina, obres que seran les principals motivacions del pintor.
Va viatjar inicialment amb la seva família a Nàpols, i després a Roma i Florència, on va fer amistat amb el pintor Gustave Moreau.

### Els impressionistes
Al seu retorn a França el 1859, Degas es va instal·lar en un estudi de París prou gran per a permetre-li començar a pintar el Retrat de la família Bellelli, una tela que volia presentar al Saló, tot i que va estar inacabada fins al 1867. També va començar a treballar en unes quantes pintures d'història: Alexandre i Bucèfal i La filla de Jephthah el 1859–1860; Semiramis construint Babilònia el 1860; i Joves espartans al voltant de 1860. El 1861, Degas va visitar el seu amic d'infantesa Paul Valpinçon a Normandia, on va fer els primers dels seus estudis de cavalls.
Va exposar al Saló per primera vegada el 1865, quan el jurat va acceptar la seva pintura Escena de guerra a l'edat mitjana, que atrauria poca atenció. Amb tot, va continuar participant-hi fins al 1870. Posteriorment, va anar canviant al seu estil influït principalment per l'exemple d'Édouard Manet, que Degas havia conegut el 1864 (mentre els dos estaven copiant el mateix retrat de Velázquez al Louvre, segons una llegenda apòcrifa).
De 1874 a 1886, va promoure la primera exposició d'art impressionista, en què Degas va mostrar els seus treballs. Tenia llavors nombrosos contactes amb pintors de la seva generació, sobretot Pissarro, però també amb artistes d'avantguarda més joves. Els impressionistes farien fins a set mostres més, l'última el 1886. Degas prenia un paper principal organitzant-les, i va presentar-ne els seus treballs en totes llevat d'una, malgrat els seus conflictes reiteratius amb altres membres del grup. Tenia poc en comú amb Monet i els altres pintors paisatgistes, de qui es burlava per pintar a l'exterior. Conservador en les seves actituds socials, odiava l'escàndol creat per les mostres, així com la publicitat que els seus col·legues buscaven. Rebutjava l'etiqueta d'impressionista que la premsa havia creat i havia popularitzat. La seva insistència a incloure artistes no impressionistes com Jean-Louis Forain i Jean-François Raffaëlli a les mostres creaven tensions dins del grup, contribuint finalment a la seva dissolució el 1886.
El cantant català Llorenç Pagans va tenir una amistat amb el pare de Degas i aquest el va retratar un parell de vegades tocant la guitarra, i una altra només de bust.
Malgrat els seus viatges per França i l'estranger, Degas sentia París com a punt essencial per a ell, i dins de París, Montmartre. Freqüentava certs cenacles, tallers, cafès literaris, la família de l'enginyer (i pintor) Henri Rouart, la família Manet, Berthe Morisot, i Mallarmé. Junt amb alguns burgesos, els seus íntims, portava una vida conformista de solter altiu. Del seu entorn familiar, conservava la reserva i el respecte pels principis. La seva delicadesa de cor, la seva intransigència moral li valien l'estima de tots, però les seves rèpliques punyents ben conegudes en feien fugir d'alguns. Participava activament en les tertúlies que reunien joves artistes d'avantguarda i el seu amic Édouard Manet al cafè Guerbois.
Va servir en l'exèrcit durant la Guerra francoprussiana per a la defensa de París com a membre de la Guàrdia Nacional, tenint així poc de temps per a pintar (1870). En unes proves de tir, li varen detectar un problema a la vista que li va representar una preocupació de per vida i que acabaria per deixar-lo cec.

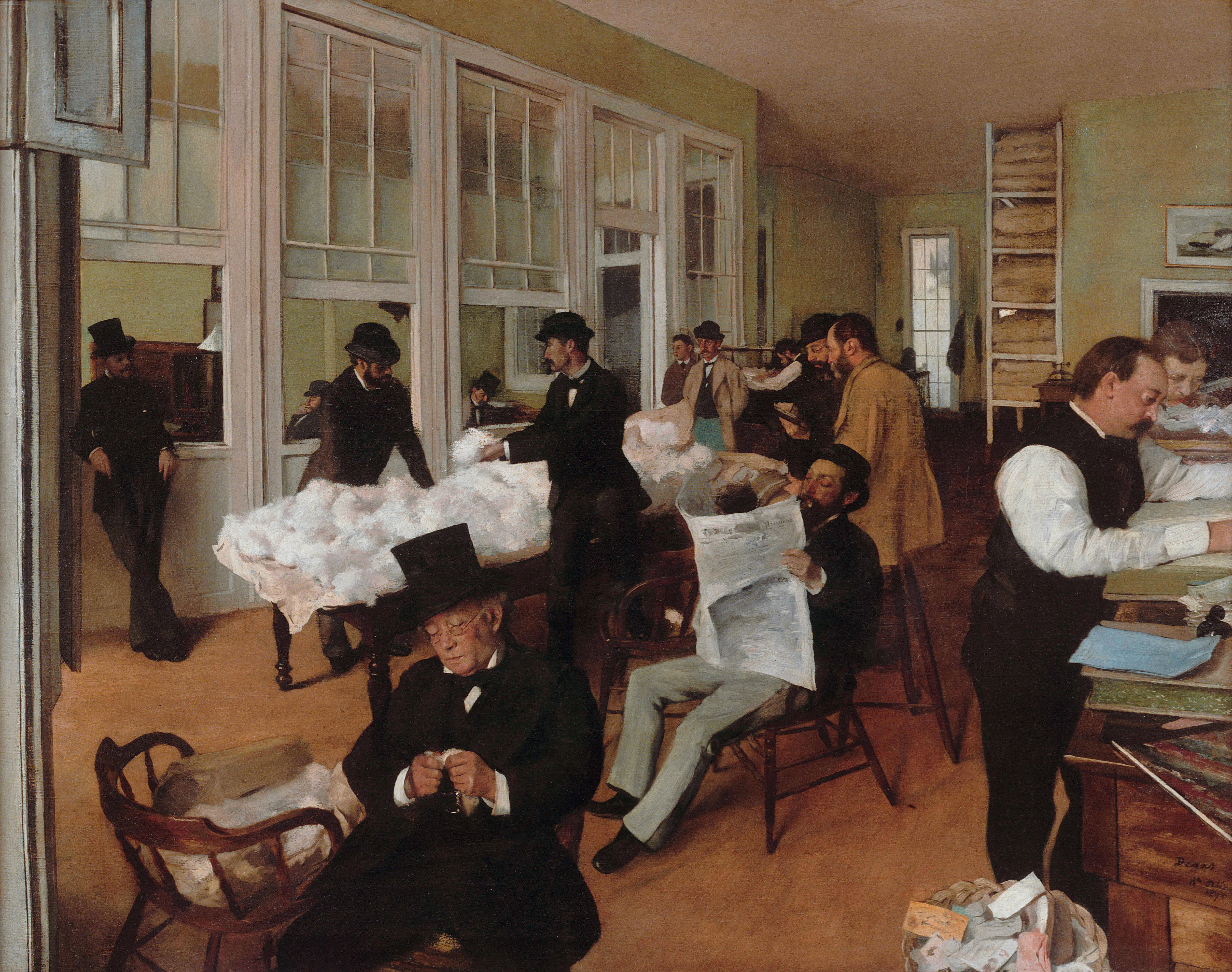
La borsa de Cotó de Nova Orleans, 1873. (Musée des Beaux-Arts de Pau)

Després de la guerra, el 1872, va visitar el seu germà René i altres parents a Nova Orleans, on va realitzar diversos treballs dedicats al tema familiar. Un dels més destacats era un que reprodueix una escena de la borsa de Cotó de Nova Orleans.
L'any següent retornà a París i promogué la primera exposició d'art impressionista, en què Degas mostrà els seus treballs.

### Darrer període
L'any 1874 el seu pare moria, i en la tramitació de l'herència de les propietats descobreix que el seu germà René havia amassat endeutaments econòmics enormes. Per preservar la dignitat dels Degas, es va veure forçat a vendre la seva casa i una col·lecció d'art que havia heretat. Per primera vegada, la pintura esdevé la seva única font d'ingressos i desplega la major activitat de la dècada 1874-1884.
Als anys 1880, mentre que la seva vista comença a declinar, Degas preferia el pastel, amb el qual barreja de vegades l'aquarel·la i el guaix. Els quadres d'aquest període testimonien un treball molt modern sobre l'expressivitat del color i de la línia.
Al final dels anys 1890, gairebé cec, es dedica quasi exclusivament a l'escultura, que practicava ja des de feia una desena d'anys, transposant els seus temes favorits en la cera. Amb tot, continuava tenint presència en les exposicions, com a la sala Durand-Ruel el 1892 i 1897; a Londres i Pittsburgh el 1898; a Berlín el 1903 i 1913; a Brussel·les el 1904. Tot i la seva edat i difícil situació física, en aquests darrers anys va viatjar el 1892 a Suïssa, Bèlgica, Normandia, i posteriorment a Nàpols, Alsàcia i Montauban, el 1897, per visitar el museu d'Ingres.
El 1900, Picasso va arribar a París i va conèixer Degas, un ancià que visitava els bordells per fer servir les prostitutes com a models, optant per una nuesa dura en lloc de models amb nus acadèmics. L'any 1958, Picasso va adquirir onze monotips de Degas d'aquest període que li serien font d'inspiració per a la seva sèrie "suite 156" els anys 1970.
A partir de 1905, el pintor es parapeta cada cop més al seu taller del 37 de la rue Victor Massé, amargat per la ceguesa que el guanya. Gairebé cec des de feia alguns anys, Degas mor d'una congestió cerebral a París el 27 de setembre de 1917, amb 83 anys. Va ser inhumat al cementiri de Montmartre. L'any següent, les obres acumulades al seu taller i la seva important col·lecció són dispersades en subhastes.
La fallida de la seva família, el seu caràcter difícil, el seu esperit mordaç, les seves sortides ferotges, el seu antisemitisme, les seves posicions sovint intransigents, la progressió inexorable dels seus trastorns oculars, varen contribuir a accentuar la misantropia tan sovint denunciada d'aquest vell solter. Tanmateix, sembla que aquesta reputació ha estat sovint exagerada. Diversos indicis proven, en efecte, que, fins i tot quan era gran, es continuava interessant per la creació, rebent artistes al seu taller fins al seu trasllat el 1912.

## Estil artístic

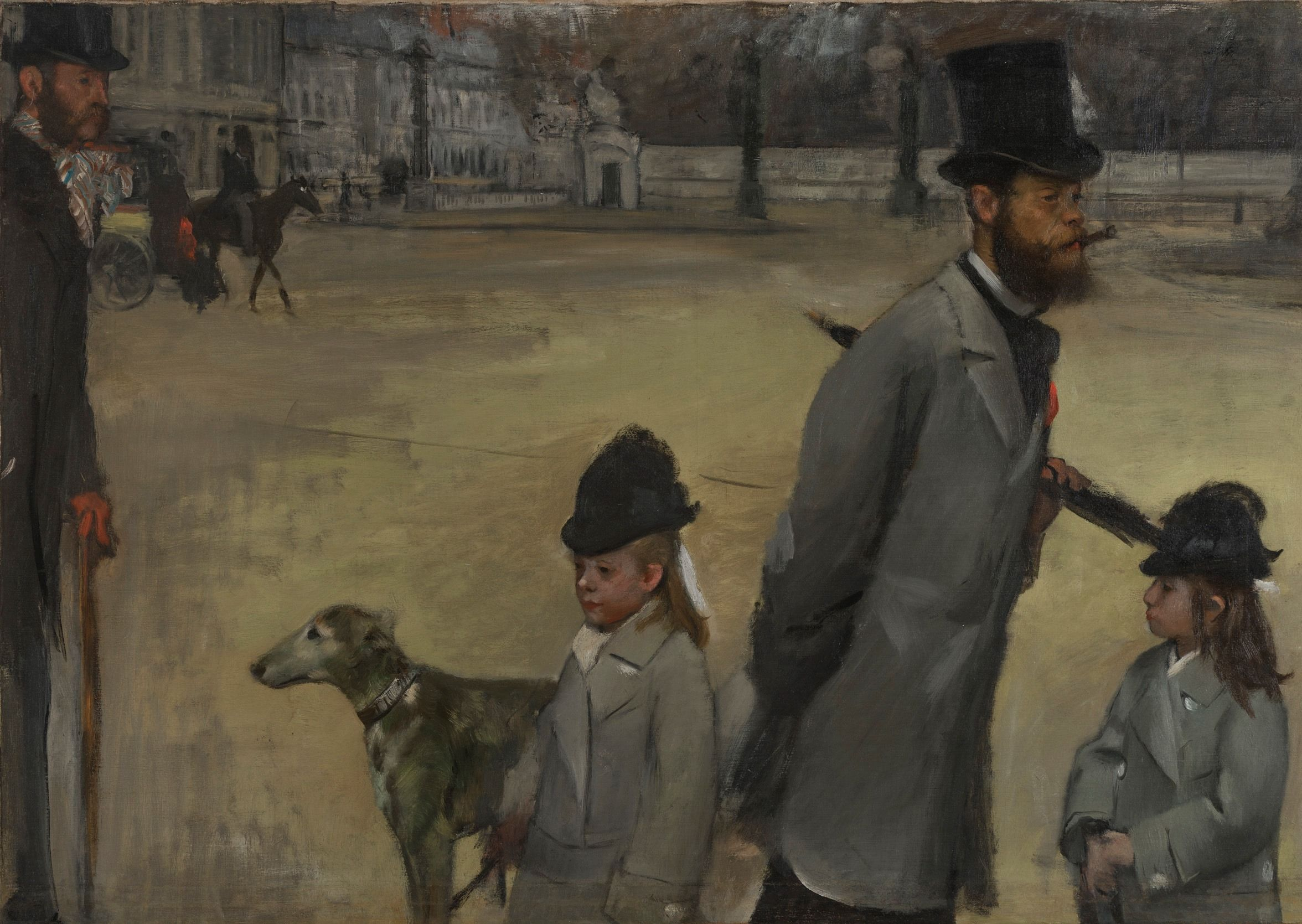
Place de la Concorde, 1875, Edgar Degas, Museu de l'Hermitage, Sant Petersburg. Aquest quadre es donà per perdut molts anys després de la Segona Guerra Mundial

Tot i ser considerat un pintor impressionista, certament mai va emprar les característiques d'aquest moviment i en desaprovava els treballs. Tanmateix, és més adequat ubicar-lo en l'impressionisme que en qualsevol altre moviment. Pot dir-se que el seu impressionisme es basa en la representació de moments fortuïts, instants, impressions més que en la pinzellada curta.
Tècnicament, Degas es diferencia dels impressionistes perquè ell "mai va adoptar la gamma de colors impressionistes", i va restar importància a la pràctica constant de la pintura en plein air. En paraules de la historiadora d'art Carol Armstrong: "Ell era sovint tant antiimpressionista com els crítics que visitaven les mostres"; com Degas mateix va explicar: "cap art ha estat menys espontani que el meu. El que jo faig és el resultat de la reflexió i de l'estudi dels grans mestres. De la inspiració, l'espontaneïtat, el temperament, no en sé res". No obstant això, se l'ha descrit amb més precisió com a impressionista que com a membre de qualsevol altre moviment. Les seves escenes de la vida parisenca, la seva composició descentrada, els seus experiments amb el color i la forma, i la seva amistat amb diversos artistes impressionistes clau, sobretot Mary Cassatt i Édouard Manet, tot el relaciona íntimament amb el moviment impressionista.
L'estil de Degas reflecteix el seu profund respecte pels vells mestres (va ser un entusiasta copista fins ben entrada la maduresa) i la seva gran admiració per Jean Auguste Ingres i Eugène Delacroix. Era també un col·leccionista d'estampes japoneses, els principis de composició dels quals influïren en el seu treball, com també ho va fer el realisme vigorós d'il·lustradors populars com Daumier i Gavarni. Tot i ser famós pels cavalls i les ballarines, Degas va començar amb pintures històriques convencionals com Els joves espartans, amb clara influència de la pintura flamenca, en què el seu progrés gradual cap a un tractament menys idealitzat de la figura és ja aparent. Durant els seus inicis artístics, Degas també va pintar retrats d'individus i grups; un exemple d'aquest és l'oli Retrat de la família Bellelli (c. 1858-67), un retrat brillantment compost i psicològicament commovedor de la seva tia, el seu marit, i els seus fills. En aquesta pintura, com en Els joves espartans i altres treballs posteriors, Degas va dibuixar les tensions presents entre homes i dones. En les seves primeres pintures, Degas ja evidenciava l'estil madur que posteriorment desenvoluparia més plenament cultivant temes incòmodes i escollint punts de vista inusuals.
En la dècada dels 1860, començà a dedicar-se a fer obres d'estil menys acadèmic, en què reflecteix la vida contemporània, representant dones treballadores (bugaderes, planxadores, etc.), així com cantants d'òpera i ballarines. Va continuar fent les seves pintures històriques, però donant un toc realista a l'obra.
Si el seu contingut canviava, també ho feia la seva tècnica. La gamma de colors foscos que portava la influència de la pintura neerlandesa cedia a l'ús de colors vívids i pinzellades atrevides. Pintures com Place de la Concorde són com "fotos", congelant moments del temps per descriure'ls acuradament, transmetent un sentit de moviment. La manca de color en Assaig del ballet a l'escenari el 1874 i en L'instructor de ballet de 1876 es pot interpretar com una connexió amb el seu interès per la nova tècnica fotogràfica. Els canvis en la seva paleta, pinzells, i sentit de composició evidencien completament la influència que tant el moviment impressionista com la fotografia moderna, amb les seves espontànies imatges i punts de vista descentrats, varen tenir sobre el seu treball.
Durant la seva vida, la seva obra fou reconeguda i admesa per ser exposada al Saló del Louvre el 1865, malgrat que alguns cops havia estat criticada i titllada de controvertida. Formà part del grup del Café Guerbois (1866). No deixà deixebles, però influí en pintors com Jean-Louis Forain, Mary Cassatt, Walter Sickert o Toulouse-Lautrec.

### Les ballarines

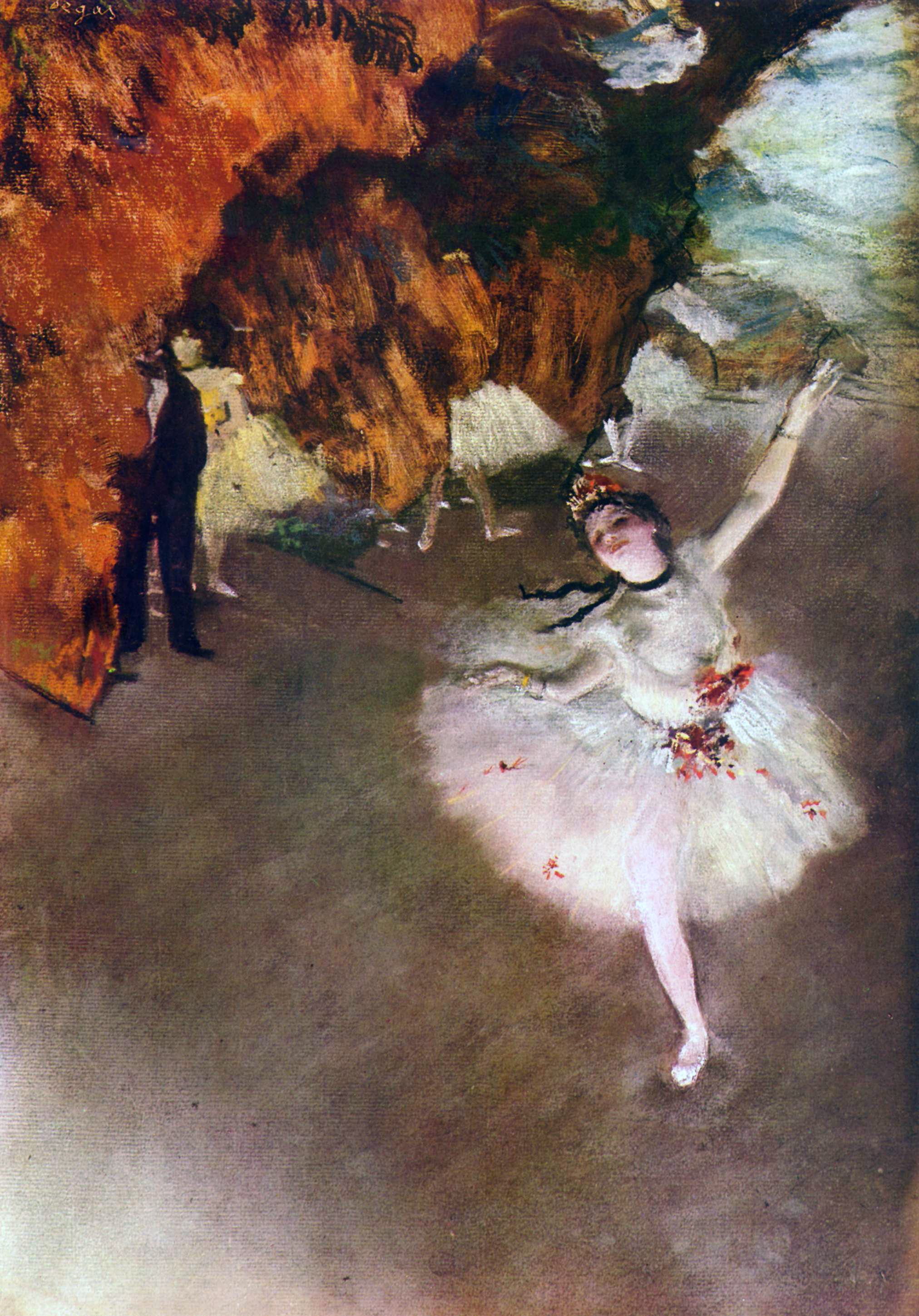
Roseta Mauri representada en La primaballerina, un pastel de 1878, Museu d'Orsay

El canvi d'orientació en el seu estil, iniciat a mitjans dels anys 1860, orientant-se a temes contemporanis reflectits des d'una perspectiva diferent, el va portar a desenvolupar la sèrie de les ballarines. Degas va abordar una composició indubtablement innovadora amb vistes parcials o rasants, amb línies que conviden a identificar el moviment. Degas mirava de trobar noves formes d'expressió del moviment, suggerint un gest dinàmic del model i fugint de la imatge estàtica dels que posen, volent captar una visió fugaç i fixar-la a la tela.
Degas mostra les ballarines a les bambolines o durant l'assaig, emfasitzant el seu estatus de professionals que fan una feina. Des de 1870, Degas tracta cada vegada més els temes de ballet, en part perquè es venien amb facilitat i li donaven els ingressos necessaris per a eixugar els deutes que havien deixat la família arruïnada.
Degas cerca en aquestes obres la màxima evocació poètica amb els mínims signes plàstics. Fa servir les línies de projecció per a situar un personatge, un ventall, un braç o tan sols una mà. Degas expressa tant la gràcia física de les ballarines com les condicions psicològiques (la tensió i l'esgotament) de l'atmosfera competitiva de l'estudi de dansa. En Ballarines a la classe de dansa, les ballarines, cansades de l'esforç, resten aïllades en els seus propis mons. Ens mostra el teatre amb un enquadrament audaç i ens en situa a dins. Tot sembla imprevist i involuntari, sembla prescindir de les regles de la composició, però la força de Degas resideix a saber-les fer servir sense que sigui evident.
Una de les ballarines que apareix en diversos quadres de Degas era Roseta Mauri, una reusenca que va ser durant molts anys la primera ballarina de l'Òpera de París. Per a Degas, Roseta va ser tota una musa i la va representar en La primaballerina, Fi d'arabesc i Ballarines en escena.

### Escultures
La seva Petita ballarina, que va presentar a la sisena mostra impressionista el 1881, fou probablement la seva peça més controvertida. Alguns crítics condemnaven "la seva lletgesa espantosa" mentre que d'altres hi veien una "flor". La col·lecció de nus que Degas va exhibir a la vuitena mostra impressionista el 1886 produïa "la major concentració de crítics escrivint sobre l'artista en tota la seva vida... La reacció global va ser positiva i amb lloances."
Després de la seva mort el 1917, es varen trobar més de 150 treballs escultòrics al seu estudi, dels quals els temes principals eren curses de cavalls i ballarines. Estudiosos de Degas asseguren que les escultures no van ser creades com a auxiliars de les pintures.
La seva primera i única exposició d'escultura durant la seva vida va tenir lloc el 1881, quan exposava La petita ballarina de catorze anys, només mostrada una altra vegada el 1920; la resta dels treballs escultòrics eren en col·leccions privades fins a una mostra organitzada després de la seva mort el 1918. L'escultura no va ser tant en resposta a la pèrdua visual, si no com un capítol més en la seva empresa, explorant diferents mitjans de creació i comunicació. Quan va tenir oportunitat, va explorar formes de connectar art gràfic i pintura a l'oli, dibuix i pastel, escultura i fotografia. Degas donava la mateixa importància a l'escultura i al dibuix: "El dibuix és una manera de pensar, modelar n'és una altra."

## Les influències en Degas
La col·lecció personal de Degas estava principalment dedicada a l'art francès del segle xix, i en particular a Ingres i Delacroix, dos artistes meravellosament representats tant en quantitat com en qualitat. Moltes vegades, Degas havia reconegut la seva admiració per l'art dels dos grans mestres, per les seves tècniques i també per la seva cultura artística. Mitjançant les seves obres, Degas renovava els mestres del passat i consolidava la seva cultura clàssica.

### Ingres: la tradició del dibuix

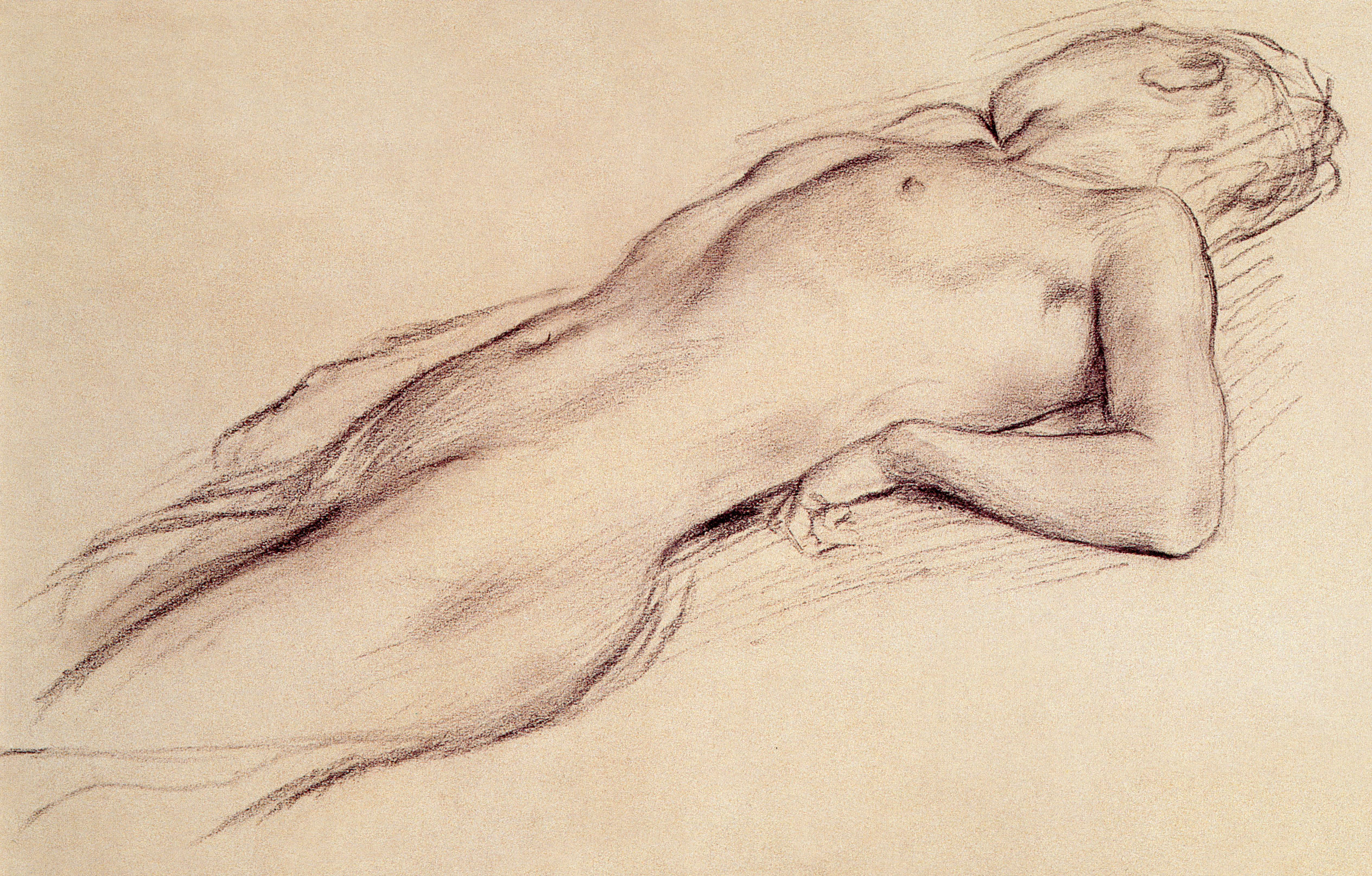
Dona nua estesa

La influència d'Ingres va ser certament preponderant en la seva joventut. Als vint-i-un anys, el jove Degas arriba a trobar-se amb el vell mestre al seu taller. El mateix any, copia amb passió obres presentades a l'exposició retrospectiva d'Ingres. Va pintar en aquesta època el primer gran autoretrat de Degas fent clarament referència a un d'Ingres datat el 1804. El jove artista no s'havia representat fins aquell moment en pintura, només en dibuix, amb un portacarbons a la mà, rememorant, potser, els consells que Ingres li acabava de donar: «Fes línies, moltes línies, i seràs un bon artista.»
Ni tan sols al final de la seva carrera, Degas no va abandonar l'enfocament acadèmic consistent a establir una composició amb l'ajut de dibuixos preparatoris, i sobretot d'estudis segons un model viu. De la mateixa manera que preparava els seus quadres d'història, sovint recorre al dibuix per a les seves últimes escenes de la vida moderna. Continua aplicant els preceptes d'Ingres. Recordant-se dels nus femenins d'Ingres com la Banyista Valpinçon, dibuixa les seves dones al bany, delimitant amb un tret fosc i sensual els contorns del seu cos.

### Delacroix: el color i el moviment
Degas admirava les obres que Eugène Delacroix va presentar al Saló de 1859 i va estudiar la seva pintura, intentant sobretot una còpia a l'oli de L'entrada dels croats a Constantinoble. Des d'aquell moment, Degas s'entestaria a reconciliar color i dibuix, moviment i estructura, realitzant la síntesi de les diverses influències que continuava recollint.
En el seu últim període, Degas va fent, cada cop més i més, ús de colors brillants, fins i tot cridaners, i té harmonies de colors complementaris. Digne successor de Delacroix, allibera la seva paleta de totes les restriccions per pintar, segons els seus propis termes, «orgies de color». El 1889, Degas viatja a Tànger seguint els passos del seu il·lustre predecessor.

## Personalitat i política
Degas, que creia que "l'artista ha de viure sol, i la seva vida privada ha de romandre desconeguda", va viure una vida aparentment tranquil·la. Entre els seus companys era conegut pel seu enginy, que sovint arribava a ser cruel. Va ser qualificat de "vell rondinaire" pel novel·lista George Moore, i deliberadament conreava la seva reputació com a solter misantròpic. Profundament conservador en les seves opinions polítiques, s'oposava a totes les reformes socials i mostrava poc d'interès en els avenços tecnològics com el telèfon. Va acomiadar un model en assabentar-se que era protestant. Encara que Degas va pintar un cert nombre de temes jueus entre 1865 i 1870, el seu antisemitisme es va posar de manifest cap a mitjans dels 1870. La seva pintura de 1879 A la borsa és considerada com antisemítica, amb els trets facials del banquer copiats directament dels còmics antisemítics que circulaven a París a l'època.
L'afer Dreyfus, que va dividir París els anys 1890 i els primers anys 1900, va intensificar encara més el seu antisemitisme. Prop de mitjan 1890, havia trencat les seves relacions amb tot els seus amics jueus, va renunciar públicament a la seva amistat amb artistes jueus, i es va negar a utilitzar models que ell creia que podrien ser jueus.
Va romandre un antisemita manifest i membre del grup "anti-Dreyfus" fins a la seva mort.

## Obra
- Retrat de la família Bellelli (1858-1862), al Museu d'Orsay, París
- La classe de dansa 1874, oli sobre tela, 85 × 75 cm, Museu d'Orsay, París
- Assaig del ballet a l'escenari 1874, oli sobre tela, 65 × 81 cm, Museu d'Orsay, París
- L'absenta (1876), al Museu d'Orsay.
- Fi d'arabesque (1877), pastel de 65 x 36 cm, actualment es troba a París, Museu d'Orsay
- Cotxe als carretons (1877-1880), oli sobre tela, 66 x 81 cm, actualment es troba a París, Museu d'Orsay
- La cursa de cavalls (1880), oli sobre tela, 220 x 166 cm, actualment es troba al Museu d'Orsay
- Ballarines (1883), pastel de 64,5 x 50,8 cm, actualment es troba a Dallas, Museum of Art
- Dona banyant-se (1883), pastel o monotip repassat a pastel, 19 x 41 cm, actualment a París, Museu d'Orsay
- Després del bany (1884), pastel, 50 x 50 cm, actualment a Sant Petersburg, Museu estatal de l'Ermitage
- Retrat de Mary Cassatt (1884), oli sobre tela, 71,4 x 58,7 cm, actualment a Washington DC, National Portrait Gallery, Smithsonian Institution
- Les planxadores (1884), oli sobre tela, 76 x 81,5 cm, actualment es troba a París, Museu d'Orsay
- La banyera (1886), pastel, 60 x 83 cm, actualment es troba a París, Museu d'Orsay
- Dona eixugant-se el peu (1886), pastel, 54,3 x 52,4 cm, actualment es troba a París, Museu d'Orsay
- Paisatge a la vora del mar (1892), monotip en color a l'oli i pastel sobre paper, 27 x 36 cm, actualment es troba a Neuchâtel, Museu d'Art et d'Histoire
- El pentinat (1892-1895), oli sobre tela, 114 x 146 cm, actualment a la National Gallery de Londres
- Unhappy Nelly, pastel, Museu de Montserrat
- Dona assecant-se el coll (1898), pastel, 62,5 x 65 cm, actualment a París, Museu d'Orsay
- Ballarines entre bastidors (1897) pastel, 67 x 67 cm, actualment a Moscou, Museu de Puixkin
- Ballarines a la barra (1900), oli sobre tela, 130 x 96,5 cm, actualment es troba a Washington, The Phillips Collection

### Galeria
- Retrat de la família Bellelli 1858-1867, (Museu d'Orsay)
- Els joves espartans, "circa" 1860, (National Gallery de Londres)
- Dona jove amb Ibis, 1860–1862. (Metropolitan Museum of Art)
- L'afeccionat 1866, (Metropolitan Museum of Art)
- Llorenç Pagans tocant la guitarra junt amb el pare de l'artista, Auguste de Gas, (Museu d'Orsay)

- Miss La La al circ Fernando 1879, (National Gallery de Londres)
- Retrat de Mary Cassatt, asseguda, sostenint unes cartes 1876-1878
- Retrat del vescompte Lepic i les seves filles, 1870
- Al Cafè-concert: la Cançó del gos, 1875-1877
- L'absenta, 1876. Oli sobre tela, (Museu d'Orsay)

- Músics de l'orquestra, 1872, (Städelsches Kunstinstitut, Frankfurt)
- Assaig a l'escenari 1878-1879, (Metropolitan Museum of Art)
- "Foyer de dansa a l'Òpera de la rue Le Peletier", (Museu d'Orsay)
- Proves de ballet, 1875. Guaix i pastel, (col·lecció privada)
- Ballarina amb un ram de flors (estrella del ballet), 1878 (col·lecció privada)

- El cubell 1886, (Museu d'Orsay)
- Dona al bany 1886, (Hill-Stead Museum) Farmington (Connecticut)
- El bany: dona netejant-se l'esquena, "circa" 1887, pastel sobre paper, (Acadèmia de les Arts d'Honolulu)
- Ballarines a la barra 1888, (Phillips Collection), Washington DC
- Després del bany, dona assecant-se el clatell 1898, (Museu d'Orsay)

- La petita ballarina de catorze anys, feta el 1922 a partir d'un model de 1879-1880. Bronze, tenyida parcialment. (Metropolitan Museum of Art)
- La dansa espanyola, "circa" 1885 (motlle en bronze, 1921), 46,3 cm x 14,3 (Ackland Art Museum)
- Flamenc, de la sèrie "estudi per a la dansa espanyola" (Museu d'Orsay)
- Ballarines. Gran arabesc (Ny Carlsberg Glyptotek)
- El cavaller (Museu d'Orsay)